# Heinrich Kuhl

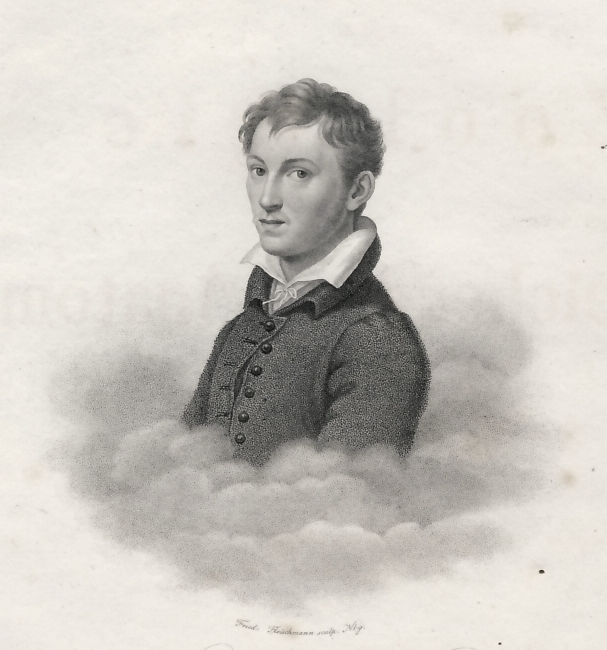
Heinrich Kuhl, porträtiert von Friedrich Fleischmann, 1820

Heinrich Kuhl (* 17. September 1797 in Hanau; † 14. September 1821 in Buitenzorg, heute Bogor) war ein hessischer, deutscher Naturforscher und Zoologe. Seine Studien befassten sich vorwiegend mit der Anatomie der Wirbeltiere, daneben wirkte er aber auch in den Bereichen Botanik und Mineralogie. Sein offizielles botanisches Autorenkürzel lautet „Kuhl“.

## Leben

### Elternhaus und Schule

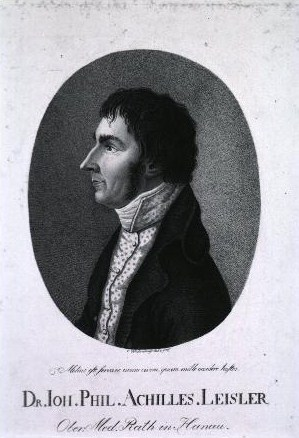
Johann Philipp Achilles Leisler

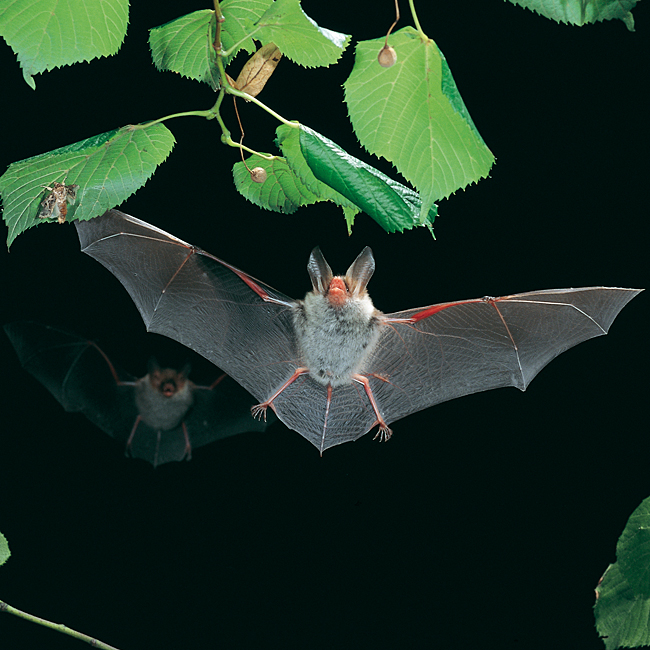
Bechsteinfledermaus Myotis bechsteinii
(Kuhl, 1817)

Heinrich Kuhl wurde als zweites Kind des Hanauer Stadtschultheißen Johann Heinrich Kuhl (1757–1830) und dessen Ehefrau Marie Judith Kuhl, geb. Walther (1770–1810), in Hanau am Main geboren. Heinrich hatte acht Geschwister, drei Schwestern und fünf Brüder. Die Familie gehörte zu jenen Nachfahren calvinistischer Glaubensflüchtlinge, welche aus dem Gebiet der Spanischen Niederlande nach Hanau ausgewandert und seitdem Angehörige der Wallonischen Kirchengemeinde in Hanau waren. Die Gottesdienstsprache der Gemeinde war Französisch und es ist anzunehmen, dass in der Familie Kuhl neben Deutsch auch Französisch gesprochen wurde. Zudem hatte sich die Tradition innerhalb der Kirchengemeinde erhalten, französische Taufnamen zu vergeben. Am 24. September 1797 wurde Heinrich in der Wallonischen Kirche auf den Namen Jean Henry (Johann Heinrich) getauft. Zitiert wurde er aber stets als Heinrich und er selbst benutzte zeitlebens lediglich seinen zweiten Vornamen.
Die ersten Schuljahre verbrachte Kuhl höchstwahrscheinlich in der Wallonischen Schule der Hanauer Neustadt, in der auch Jacob Grimm unterrichtet wurde. Später besuchte er die Hohe Landesschule in Hanau, die er nach Erlangen des Abiturs im Jahre 1816 verließ. Bereits als junger Schüler soll Kuhl eine außerordentliche Vorliebe für die Naturwissenschaften gezeigt haben. Gefördert wurden seine Interessen durch einige mit seinem Vater befreundete Naturforscher, die allesamt Mitglieder der im Sommer 1808 in Hanau gegründeten Wetterauischen Gesellschaft waren. Hier wurde er von Philipp Gottfried Gärtner (1754–1825) in Botanik, Karl Cäsar von Leonhard in Geologie und Mineralogie sowie Bernhard Meyer (1767–1836) und Johann Philipp Achilles Leisler in Zoologie unterwiesen. Mit dem Hanauer Arzt Leisler verband den jungen Kuhl neben einer väterlichen Freundschaft auch ein Faible für Vögel und Fledermäuse. Nach Leislers frühem Tod 1813 übernahm er noch als Schüler seinen Posten als Verwalter der zoologischen Sammlung der Wetterauischen Gesellschaft. Zur gleichen Zeit begann er sein erstes Manuskript über eine Monographie der Fledermäuse, das teilweise noch auf das Gedankengut Leislers zurückging.
Die Verbindung mit der Wetterauischen Gesellschaft ließ Kuhl schon in jungen Jahren die Bekanntschaft mit namhaften Persönlichkeiten wie Johann Wolfgang von Goethe, dem Prinzen Maximilian zu Wied-Neuwied oder seinem späteren Mentor Coenraad Jacob Temminck in den Niederlanden machen. Auch Heinrich Boie lernte er in seiner Jugend kennen, mit dem ihn eine langjährige Brieffreundschaft verband und der später sogar sein wissenschaftlicher Nachfolger werden sollte.

### Naturkundestudium und Anstellung als Museumsamanuensis

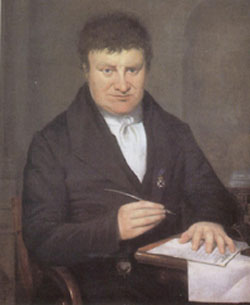
Theodorus van Swinderen

Zunächst beschloss Kuhl, ein Studium der Naturgeschichte bei Professor Friedrich Tiedemann an der Heidelberger Universität zu beginnen. Den Zeitumständen nachgebend wollte er noch Medizin als ein sogenanntes Brotstudium belegen, das ihm einen ausreichenden Verdienst sichern sollte. Das lukrative Angebot des niederländischen Professoren Theodorus van Swinderen (1784–1851), sowohl Naturgeschichte an der Reichsuniversität Groningen zu studieren als auch den gut bezahlten Posten des Museumsamanuensis zu erhalten, stimmten Kuhl schnell um. Im September 1816 begann er sein Studium in Groningen, wo er die Vorlesungen von van Swinderen in Naturgeschichte, Jacob-Baart de la Faille in Physik, Gerbrand Bakker in Anatomie sowie Petrus Driessen in Chemie und Botanik besuchte. Das neu gegründete Museum etablierte sich vordergründig durch Kuhls Sammel- und Katalogisierungsarbeiten. Auf dem Campus lernte er den Medizinstudenten Johan Coenraad van Hasselt kennen, mit dem ihn fortan eine tiefe Freundschaft verband. Wie Kuhl war auch van Hasselt sehr an der Naturkunde interessiert. Zu Beginn seines Studiums gewann Kuhl den ersten Preis eines Wissenschaftswettbewerbes der Groninger Universität und erhielt dafür eine Goldmedaille. Im April 1819 verlieh ihm der Senat der Hochschule in Abwesenheit die Ehrendoktorwürde Matheseos Magister, Philosophiae Naturalis Doctor, honoris causa. Persönlich konnte Kuhl die Ehrung aber erst im August nach seiner Rückkehr aus England in Empfang nehmen.

### Studienreisen
Zur Erweiterung ihrer Kenntnisse besuchten Kuhl und van Hasselt die seinerzeit bedeutendsten Museen und privaten Sammlungen in Deutschland, England und Frankreich. Dabei machten sie Bekanntschaft mit den führenden Naturwissenschaftlern der damaligen Zeit. Ihre Reisen dienten einerseits zur Verbesserung der Anatomiekenntnisse im Hinblick auf ihr Studium, aber auch für einige bereits geplante zoologische Veröffentlichungen. Im Verlauf einer dreimonatigen Fußreise durch Deutschland kamen sie im Sommer 1818 ans Berliner Museum. Besonders an der Durchsicht der reichen Sammlungen von Affen und Vögeln war Kuhl sehr interessiert. Unterstützung und Anleitung erhielt er am Museum durch Martin Hinrich Lichtenstein und Karl Asmund Rudolphi. Die weiteren Forschungen führten sie zu Lorenz Oken nach Jena sowie zu Friedrich Tiedemann und Heinrich Boie an der Heidelberger Universität.
Ab April 1819 verbrachte Kuhl mehrere Monate in England. Der Aufenthalt diente in allererster Linie zur Vorbereitung für eine in Aussicht gestellte Forschungsreise nach Südostasien. Seine Forschungsarbeiten führten ihn in London ans Montagu House, das spätere British Museum, wo er durch den Zoologen William Elford Leach unterstützt wurde. Während seiner Studien bei der Linnean Society machte er die Bekanntschaft mit dem Botaniker James Edward Smith. Der erste Präsident der Gesellschaft gestattete ihm die Katalogisierung einer Vogelsammlung der Cook-Expeditionen, die bis zu diesem Zeitpunkt noch aus größtenteils unbeschriebenen Arten bestand. In dem Naturforscher Joseph Banks fand er einen weiteren freundschaftlichen Gönner, der ihm die Durchsicht seiner botanischen Sammlungen sowie die Benutzung seiner Privatbibliothek im eigenen Hause erlaubte.
Die dritte Studienreise im November 1819 führte Kuhl wieder zusammen mit van Hasselt nach Frankreich. Am Naturkundemuseum in Paris begegnete Kuhl den Naturwissenschaftlern Étienne Geoffroy Saint-Hilaire und Jean-Baptiste de Lamarck. Besonders die freundschaftliche Unterstützung und Freigebigkeit von Alexander von Humboldt und Georges Cuvier wusste Kuhl zu schätzen. Der damals in Paris verweilende Humboldt verschaffte ihm Zugang zur Pariser Akademie der Wissenschaften und seiner privaten Schriftensammlung. Im Hause Cuvier nahm Kuhl regelmäßig an den dort abgehaltenen wissenschaftlichen Abendveranstaltungen teil. Am Pariser Naturkundemuseum ließ Cuvier für Kuhls Studien alle Schränke öffnen.

### Natuurkundige Commissie
Die niederländischen Regierung um König Wilhelm I. und dem zuständigen Minister für Kolonien Anton Reinhard Falck hatten den Wert Kuhls für ihr Land frühzeitig erkannt. Ihr Beschluss vom 2. Mai 1820 gründete die Natuurkundige Commissie voor Nederlandsch-Indië zur Erforschung der niederländischen Kolonien am Ostindischen Archipel. Kuhl wurde zum delegierenden Mitglied der Kommission berufen. Weitere Mitglieder waren van Hasselt, der niederländische Taxidermist Gerrit van Raalten und sein Landsmann, der Maler Gerrit Laurens Keultjes. Das Team sollte die durch den deutschen Naturforscher Kaspar Georg Karl Reinwardt in Java begonnene Arbeit fortsetzen. Nach einem Konzept Temmincks, der neben van Swinderen zu Kuhls wichtigstem Förderer wurde, sollten alle Forschungsergebnisse und Sammelstücke in das noch zu gründende Reichsmuseums für Naturgeschichte in Leiden übergehen, als dessen Kurator Kuhl vorgesehen war.

### Die Javareise

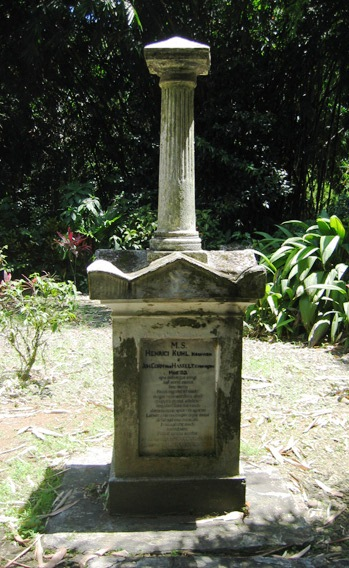
Grabmal von Kuhl und van Hasselt

Am 10. Juli 1820 bestiegen Kuhl und seine Begleiter das Schiff Nordloh, das sie auf einer sechsmonatigen Seereise nach Zwischenaufenthalten in Madeira, Kapstadt und den Kokosinseln im Dezember sicher in den Hafen von Batavia auf Java brachte. Der dortige Generalgouverneur van der Capellen wies ihnen eine Unterkunft in Buitenzorg zu, in dessen näherer Umgebung sie sofort mit ihrer Forschungsarbeit begannen. 

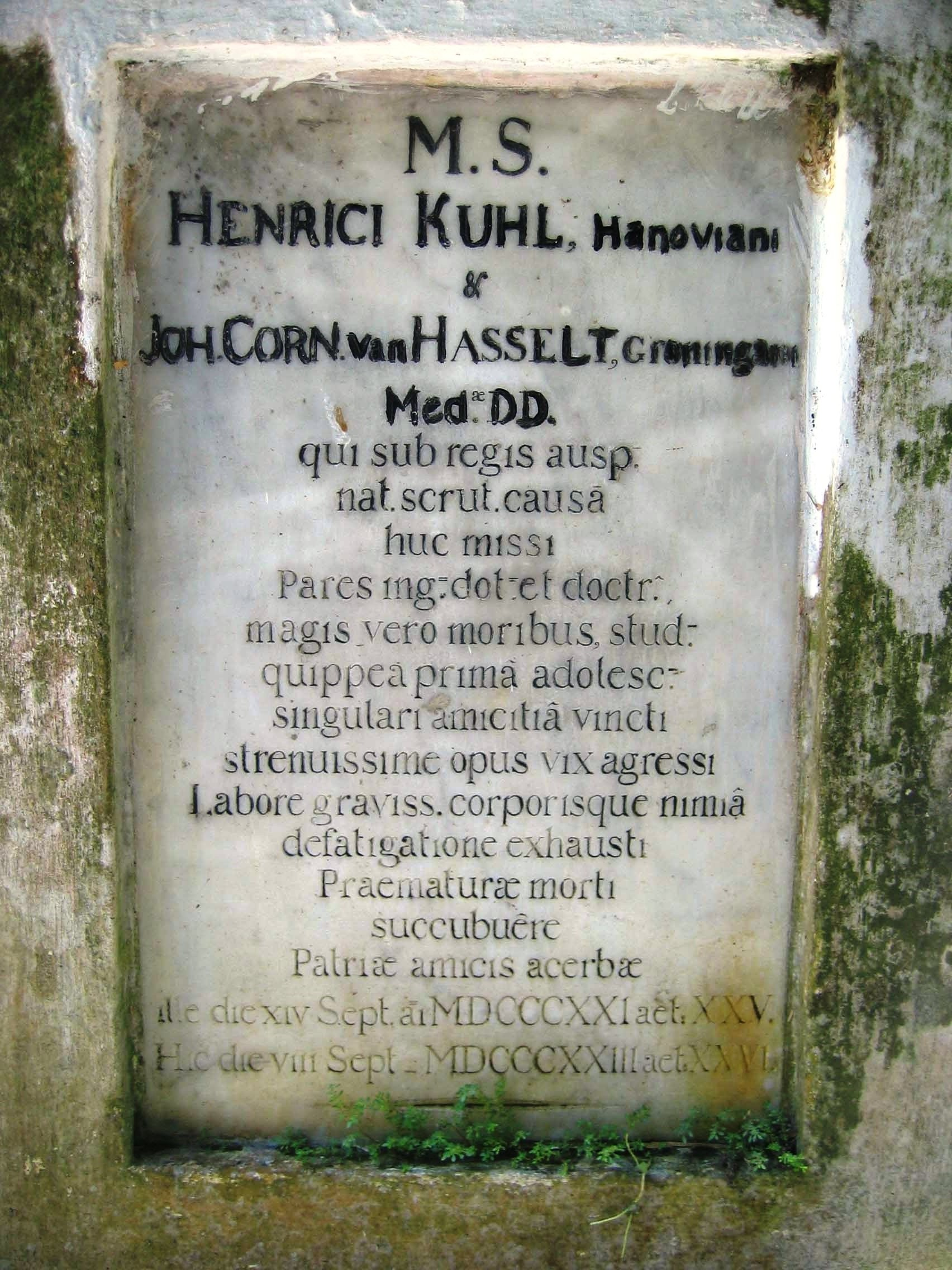
Grabtafel mit Reinwardts Inschrift

 Das in den ersten vier Monaten gesammelte Material an neuen Pflanzen- und Tierarten aus den umliegenden Höhenlagen war so gewaltig, dass Kuhl und seine Begleiter beschlossen, einen Großteil davon erst nach ihrer Rückkehr nach Europa zu bestimmen. Mit dem Ende der Regenzeit im April 1821 konnte mit der Erforschung der großen Vulkane im Süden Buitenzorgs begonnen werden. Die ursprünglich als Sammelgebiet auserwählte Provinz Bantam musste wegen einer ausgebrochenen Choleraepidemie gemieden werden. In den folgenden Monaten bestiegen sie die Vulkangipfel des Salak und des 3019 m hohen Pangrango, als dessen Erstbesteiger Kuhl und van Hasselt gelten.

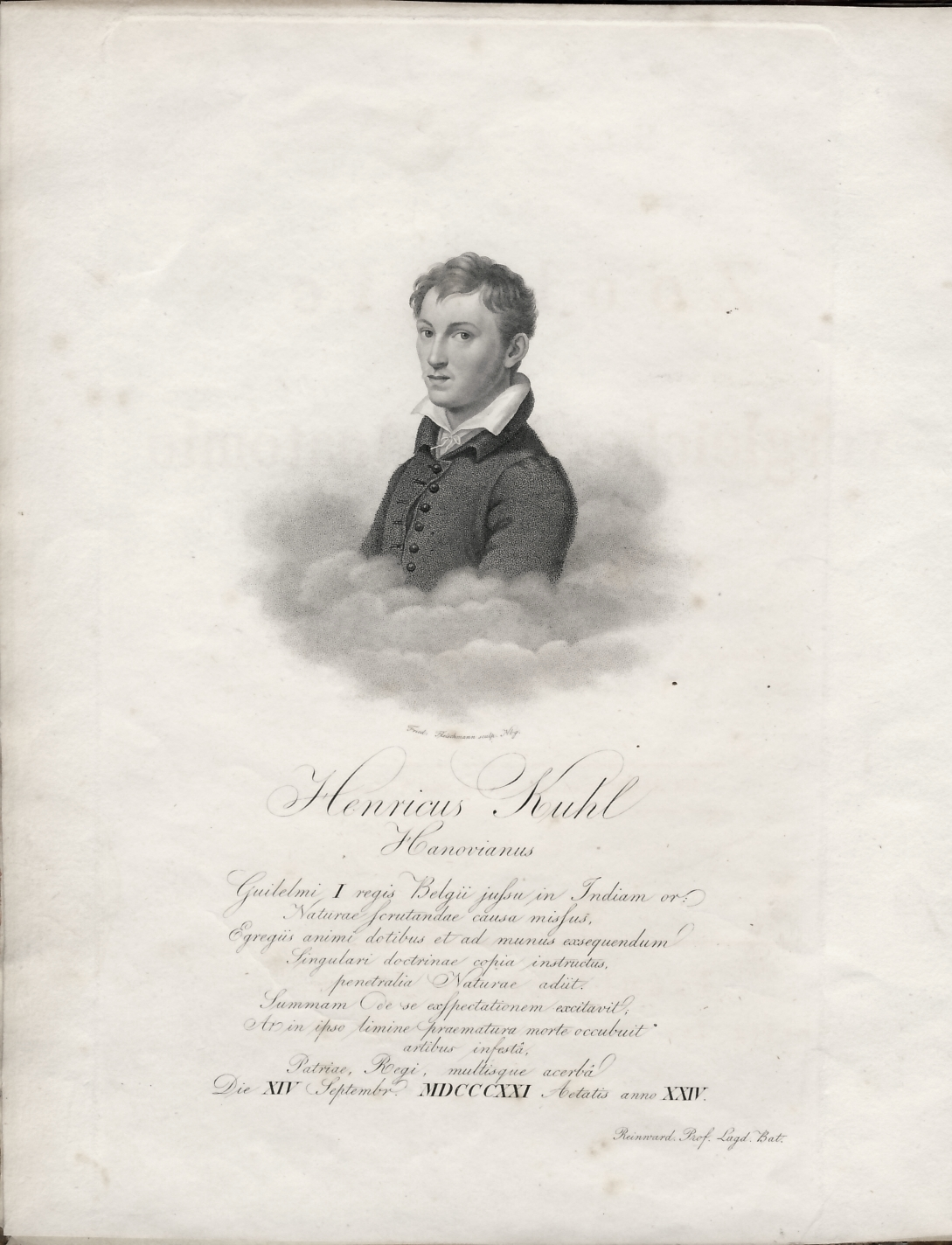
Porträt von Kuhl und der Grabinschrift von Reinwardt, Lithographie

Nach dem kräftezehrenden Aufstieg zum Pangrango Anfang August wurden Kuhl und seine Begleiter von einem heftigen Unwetter überrascht, so dass sie durchnässt und unterkühlt nach Buitenzorg zurückkehrten. 14 Tage später erkrankte Kuhl an starken Durchfällen sowie einer Leberinfektion. Nach vier schmerzvollen Wochen im Krankenlager starb Heinrich Kuhl am 14. September 1821 in Buitenzorg. Auf Anweisung von van der Capellen wurde Kuhl im Botanischen Garten von Buitenzorg, unweit des Sommerpalastes des Generalgouverneurs, bestattet. Der belgische Kolonialmaler Antoine August Joseph Payen wurde mit der Gestaltung eines Grabmals beauftragt. Als Leiter des Botanischen Gartens entwarf Reinwardt eine Grabtafel mit einer Inschrift, die nach der Beisetzung von van Hasselt durch eine neue Tafel ersetzt wurde und bis heute erhalten ist.

## Wissenschaftliche Bedeutung
Das von Kuhl und seinen Begleitern in Java gesammelte Material bestand aus 200 Skeletten und 200 Fellen von 65 Säugetierarten, 2.000 Vogelbälgen, 1.400 Fischen von 420 Arten, 300 Amphibien und Reptilien von 90 Arten sowie vielen Insekten und Mollusken. Dazu viele bereits begonnene Manuskripte und insgesamt 1.200 Tier- und Pflanzenzeichnungen. Die gesammelten Tiere bildeten seinerzeit eine wichtige Grundlage der zoologischen Sammlung des Leidener Naturkundemuseums (Rijksmuseum van Natuurlijke Historie), heute Naturalis. Aufgrund seines frühen Todes war es Kuhl nicht mehr vergönnt, diese Sammlung selbst wissenschaftlich zu bearbeiten. In seiner Funktion als Museumsdirektor in Leiden beschrieb Temminck selbst nur einige wenige Stücke. Die Bearbeitung überließ er anderen, zum Teil nicht am Leidener Museum wirkenden, Wissenschaftlern. So setzte beispielsweise Heinrich Boie, seit 1821 Kuhls Nachfolger als Kurator am Museum, die von ihm begonnene Klassifizierung der in Java gefundenen Amphibien und Reptilien fort und fand auf diese Weise zu einem seiner wichtigsten Forschungsgebiete, der Herpetologie. Die Süß- und Salzwasserfische wurden von Cuvier und Achille Valenciennes in Paris bearbeitet. Wilhem de Haan befasste sich mit den Insekten und anderen Arthropoden, Jan Adriaan Herklots mit den Stachelhäutern. Das von Kuhl und van Hasselt in Java gesammelte Herbarium wurde größtenteils von Carl Ludwig Blume beschrieben, einige wenige Orchideen von Jacob Gijsbert Samuel van Breda. Ein nicht geringer Teil der javanischen Sammlung blieb aber für viele Jahre unbearbeitet in den Museumsarchiven liegen.

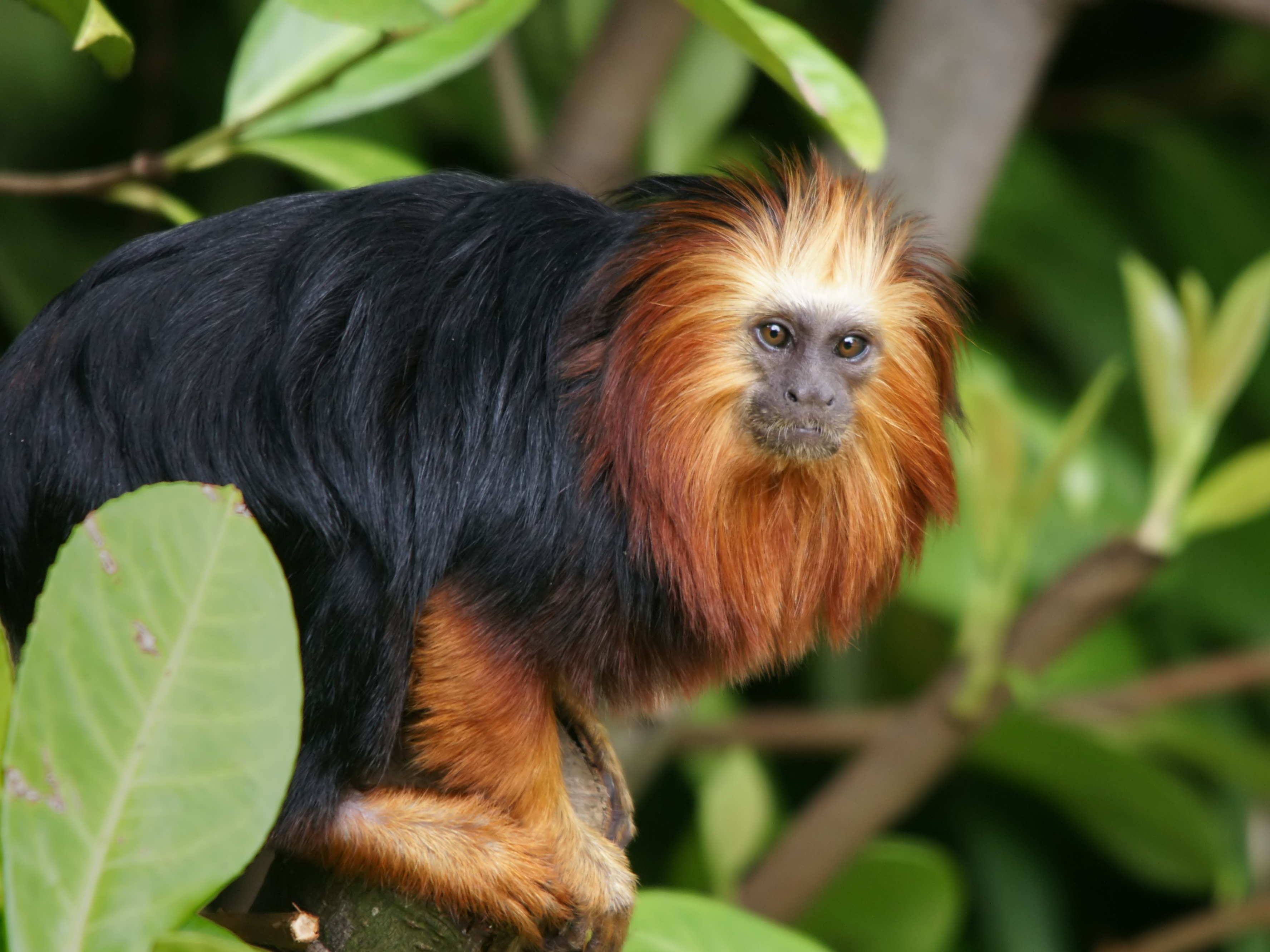
Goldkopflöwenäffchen, Leontopithecus chrysomelas (Kuhl, 1820)

Bereits als Schüler und Student publizierte Kuhl eine Reihe von Schriften. Sein vielzitiertes Erstlingswerk Die deutschen Fledermäuse wurde 1817 in Hanau herausgegeben. Die 1820 erschienenen Beiträge zur Zoologie und vergleichenden Anatomie und der Conspectus Psittacorum, eine umfassende Monographie über die Familie der Papageien, brachten ihm allgemeine wissenschaftliche Anerkennung. Seine in Briefen verfassten Forschungsberichte, welche eine Vielzahl an neubeschriebenen Tier- und Pflanzenarten aus Java enthielten, konnten erst posthum in den naturwissenschaftlichen Fachzeitschriften Algemene Konst- en Letter-Bode (Haarlem, 1788–1859), Isis von Oken (Leipzig) und Bulletin des sciences naturelles et de géologie (Paris) veröffentlicht werden. Mit seinen Schriften insgesamt lieferte Kuhl wissenschaftliche Beschreibungen zu über 250 Wirbeltierarten, von denen mehr als 70 Arten heute noch gültig sind. Von ihm stammen beispielsweise die Beschreibung des Kanadischen Bibers Castor canadensis Kuhl, 1820, des Kleinen Abendseglers Nyctalus leisleri (Kuhl, 1817) oder des Geoffroy-Klammeraffens Ateles geoffroyi (Kuhl, 1820).
Kuhls Arbeit besaß Vorbildcharakter für zahlreiche weitere Naturforscher der Natuurkundige Commissie wie Boie, Heinrich Christian Macklot, Salomon Müller oder Franz Wilhelm Junghuhn, die alle bis auf Müller ihr Leben auf Java verloren. Zur Würdigung seiner wissenschaftlichen Bedeutung verglich van Swinderen seinen Schüler Heinrich Kuhl mit dem Berliner Naturforscher Peter Simon Pallas. Er war der Meinung, Kuhl wäre von beiden der größere geworden, wäre es ihm vergönnt gewesen, länger zu leben. Temminck glaubte, die Welt habe durch seinen frühen Tod einen weiteren Linnaeus verloren. Trotz seines noch jugendlichen Alters war Kuhl Mitglied verschiedener naturforschender Gesellschaften wie der Wetterauischen Gesellschaft für die gesamte Naturkunde oder der Gesellschaft zur Beförderung der gesamten Naturwissenschaften zu Marburg. Im Jahre 1818 wurde er zum Mitglied der Leopoldina gewählt.

## Ehrungen

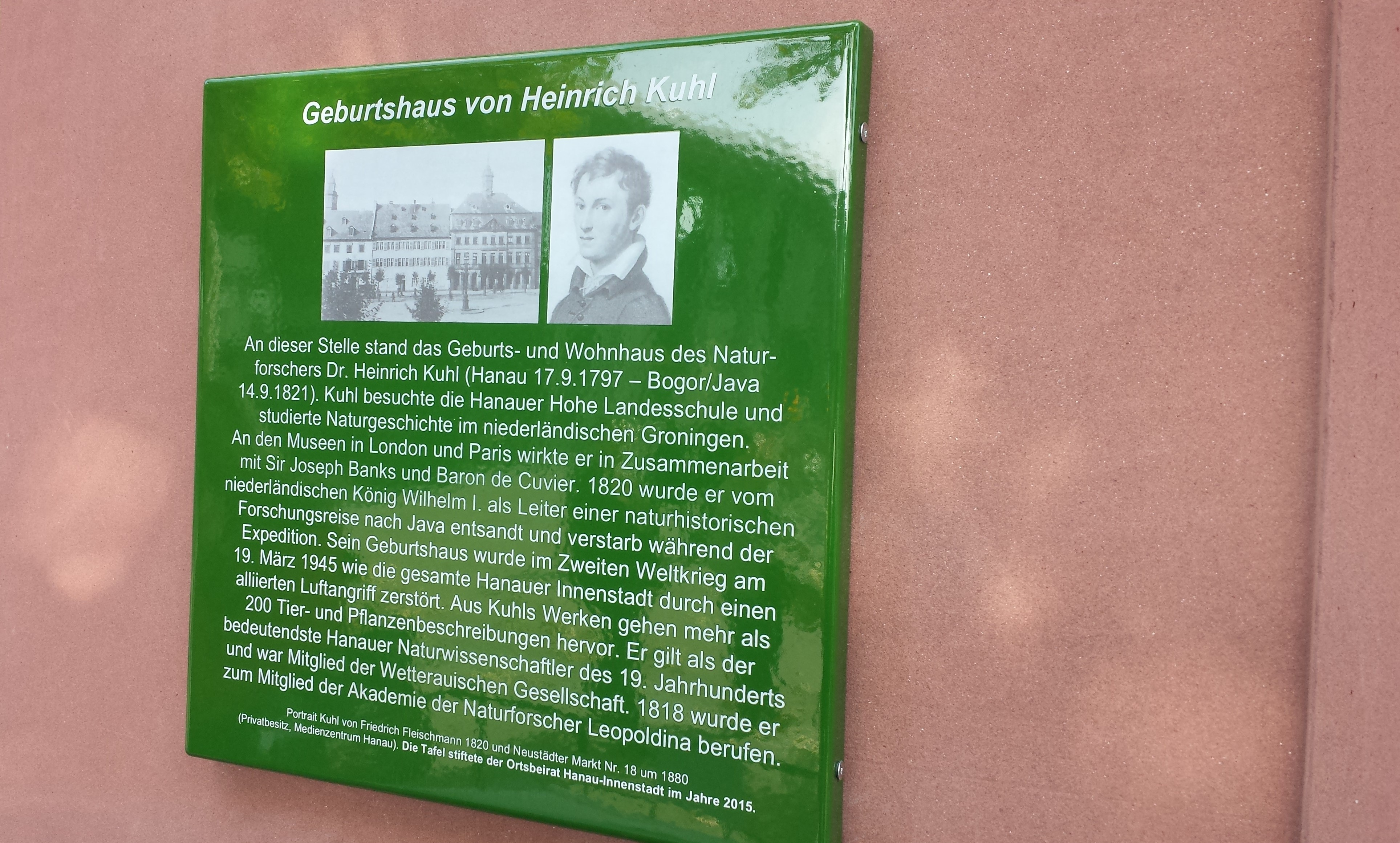
Gedenktafel am Standort seines Geburtshauses, eingeweiht am 22. September 2015

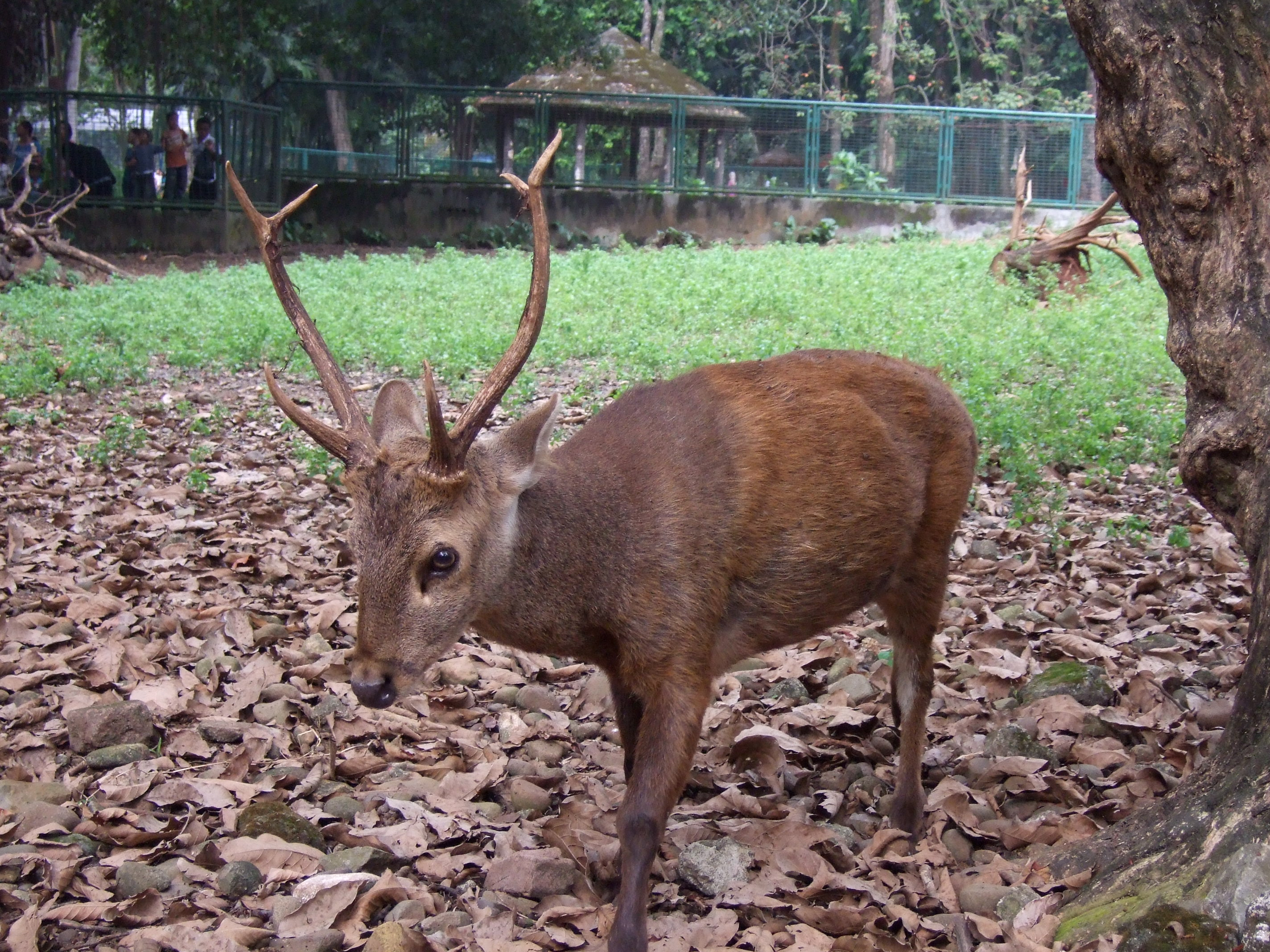
Bawean-Hirsch, Axis kuhlii (Müller, 1840)

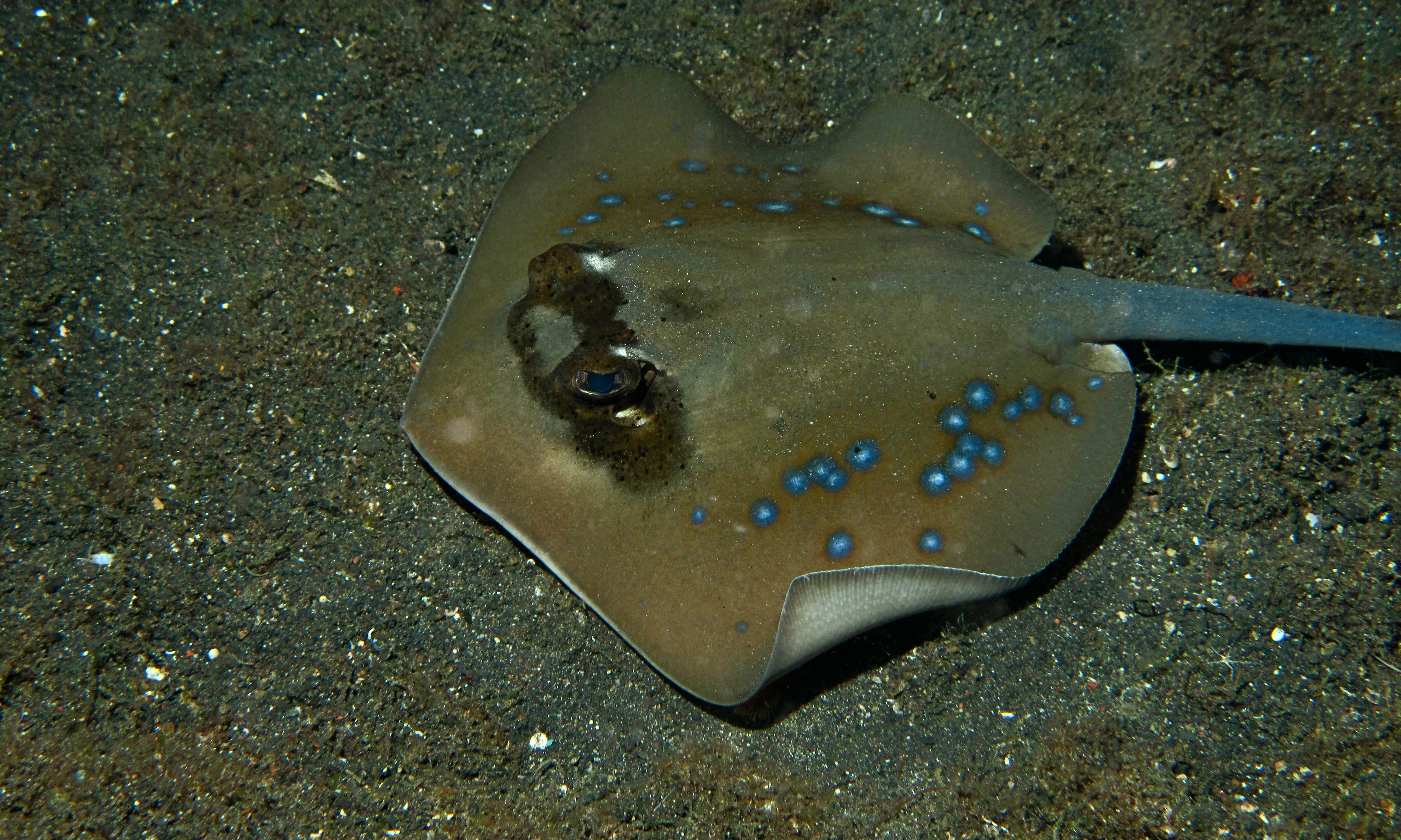
Kuhls Stechrochen, Neotrygon kuhlii (Müller & Henle, 1841)

Zu Ehren Heinrich Kuhls wurde in Hanau, Am Markt Nr. 14 eine Gedenktafel am früheren Standort seines Geburtshauses angebracht. Das im Zweiten Weltkrieg zerstörte Gebäude ist durch einen modernen Nachfolgebau ersetzt worden.
Darüber hinaus sind zu seinen Ehren zahlreiche Tier- und Pflanzenarten benannt worden, wovon eine ganze Reihe mittlerweile synonymisiert wurden. Zu den validen Arten, die seinen Namen heute noch tragen, gehören:
Wirbeltiere
Amphibien
- Kuhls Bach- oder Warzenfrosch Limnonectes kuhlii (Tschudi, 1838)[29]

Fische
- Familie der Flaggenschwänze Kuhliidae Jordan & Evermann, 1896
- Gattung der Flaggenschwänze Kuhlia Gill, 1861
- Grauer oder Kuhls Stechrochen Neotrygon kuhlii (Müller & Henle, 1841)
- Kuhls Teufelsrochen Mobula kuhlii (Müller & Henle, 1841)
- Geflecktes Dornauge oder Kuhls Schmerle Pangio kuhlii Valenciennes, 1846
- Kuhls Drachenkopf Pontinus kuhli (Bowdich, 1825)[30]

Reptilien
- Kuhls Faltengecko Ptychozoon kuhli (Stejneger, 1902)[31]
- Winkelkopfagame Gonocephalus kuhlii (Schlegel, 1848)[32]

Säugetiere
- Weißrandfledermaus Pipistrellus kuhlii Kuhl, 1817[33]
- Bawean-Hirsch Axis kuhlii (Müller, 1840)
- Kuhl-Büschelaffe Callithrix kuhlii Coimbra-Filho, 1985
- Kleine Gelbfledermaus Scotophilus kuhlii Leach, 1821[34]

Vögel
- Kuhls Rosakakadu Eolophus roseicapilla kuhli (Mathews, 1912)
- Rubinlori Vini kuhlii (Vigors, 1824)
- Weißbrauenbussard Leucopternis kuhli Bonaparte, 1850
- Procellaria kuhlii Boie, F., 1835[35] ist heute ein Synonym für den Sepiasturmtaucher (Calonectris diomedea (Scopoli, 1769))
- Nectarinia kuhlii Temminck, 1825[36] ist ein Synonym für den Javanektarvogel (Aethopyga eximia (Horsfield, 1821))
- Totanus kuhlii Brehm, CL, 1828[37] ein Synonym für den Bruchwasserläufer (Tringa glareola Linnaeus, 1758)

Wirbellose
- Fangschrecke Parablepharis kuhlii de Haan, 1842[38]
- Seidenspinne Nephila kuhlii (Doleschall, 1859)
- Schwarzweiße Stachelspinne Gasteracantha kuhlii (Koch, 1838)[39]
- Geisterkrabbe Ocypode kuhlii de Haan, 1835[40]
- Rippenqualle Eurhamphaea kuhlii (Eschscholtz, 1829)[41]
- Seestern Neoferdina kuhli (Müller & Troschel, 1842)[42]
- Seestern Linckia kuhli von Martens, 1866[43]
- Plattwurm Diversibipalium kuhlii Loman, 1890[44]

Pflanzen
- Kuhls Wachsblume Hoya kuhlii Koorders, 1912
- Elfenbeinrohr Palme Pinanga kuhlii Blume, 1839[45]
- Kuhls Traubenhafer Danthonia kuhlii Steudel, 1854[46]
- Orchideengattung Kuhlhasseltia Smith, 1910
- Lebermoosart Plagiochila kuhliana (Sande Lacoste, 1863)
- Laubmoosart Pinnatella kuehliana (Bosch & Sande Lacoste, 1863)

## Wichtigste Veröffentlichungen von Heinrich Kuhl

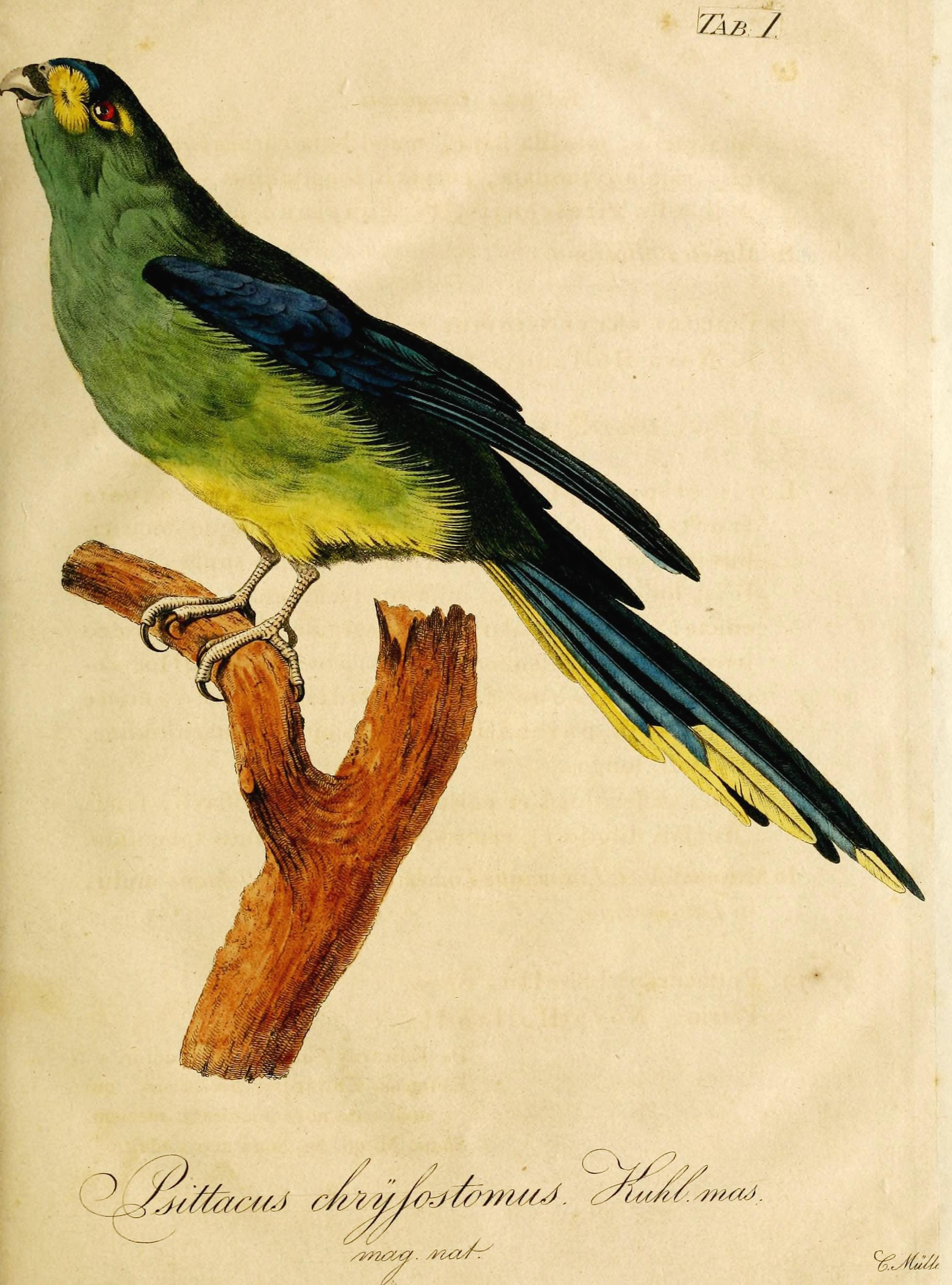
Feinsittich Neophema chrysostoma Kuhl, 1820 aus dem Conspectus Psittacorum

- 1817: Die deutschen Fledermäuse. Hanau, [s.n.], 67 S., 2 Faltbl. (Digitalisat) (zweiteilige Fassung in: Annalen der Wetterauischen Gesellschaft für die gesamte Naturkunde. Hermannsche Buchhandlung, Frankfurt 1819, Bd. 4(1), S. 11–49 & Bd. 4(2), S. 185–215, Taf. XXII, XXIII, XXV. (Digitalisat))

- 1818: HENRICI KUHL math. et phys. stud. in academia Groningana, Responsum ad quaestionem, ab ordine disciplinarum mathematicarum et physicarum propositam… Annales Academiae Groninganae 1816–1817, Jan Oomkens, Groningen, S. 85–125. (Digitalisat) (Kurzfassung Remarks on the characters and affinities of the orders. In: Thomas Edward Bowdich: An analysis of the natural classifications of Mammalia. Paris 1821, S. 106–115. (Digitalisat))

- 1820: Buffoni et Daubentoni figurarum avium coloratarum nomina systematica. Collegit Henricus Kuhl, Math. Mag. Phil. Nat. Doctor. Edidit, praefatione et indicibus auxit Theodorus van Swinderen, in Academia Groningana Professor ordinarius. Jan Oomkens (Hrsg.), Groningen, 26 S. (Digitalisat)

- 1820: Conspectus Psittacorum: cum specierum definitionibus, novarum descriptionibus, synonymis et circa patriam singularum naturalem adversariis, adjecto indice museorum, ubi earum artificiosae exuviae servantur. Nova Acta Physico-Medica, Academiae Caesareae Leopoldino-Carolinae Naturae Curiosorum, Adolph Marcus (Hrsg.), Bonn, 10(1), S. 1–104, Taf. 1–3. (Digitalisat) (Als Separata, Bonn 1820, 104 S. (Digitalisat))

- 1820: Beiträge zur Zoologie und vergleichenden Anatomie. Erste Abtheilung. Beiträge zur Zoologie. Verlag der Hermannschen Buchhandlung, Frankfurt/Main, 152 S. (Digitalisat) (Diverse Kapitel auch als Separata (Digitalisat))

- Kuhl & van Hasselt 1820: Beiträge zur Zoologie und vergleichenden Anatomie. Zweite Abtheilung. Beiträge zur vergleichenden Anatomie. Verlag der Hermannschen Buchhandlung, Frankfurt/Main, 212, S. 11 Taf. (Digitalisat)

### Biographische Literatur
- Rudolf Bernges: Heinrich Kuhl – Zu seinen hundertjährigen Todestag am 14. September 1821. In: Hanauer Anzeiger. 14. September 1921.
- Ludwig Gebhardt: Kuhl, Heinrich. In: Neue Deutsche Biographie (NDB). Band 13, Duncker & Humblot, Berlin 1982, ISBN 3-428-00194-X, S. 251 (Digitalisat).
- Maurist Greshoff: Kuhl en van Hasselt. Eene periode in het Nederlandsch-Indisch Natuuronderzoek. Album der Natuur, Haarlem 1903, S. 1–22, 60–88. (Digitalisat)
- Wilhelm Heß: Kuhl, Heinrich. In: Allgemeine Deutsche Biographie (ADB). Band 17, Duncker & Humblot, Leipzig 1883, S. 318.
- Thomas Hildenhagen: Das kurze Leben des Dr. h. c. Heinrich Kuhl (1797–1821) und seine herpetologischen Beiträge. Sekretär, Rheinbach, 10(2), 2010, S. 59–62.
- Thomas Hildenhagen: Heinrich Kuhl – Das Leben eines fast vergessenen Naturforschers aus Hanau. Neues Magazin für Hanauische Geschichte, HGV 2013, S. 110–214.
- Karl Wilhelm Justi: Grundlage zu einer Hessischen Gelehrten- Schriftsteller und Künstler-Geschichte. Chr. Garthe, Marburg 1831, S. 375–386. (Digitalisat).
- Charles Klaver: Inseparable friends in life and death. Barkhuis, Groningen 2007 (Digitalisat)
- Werner Kurz: Von der Hanauer Altstadt ins ferne Holländisch-Ostindien. In: Hanauer Anzeiger. 6. September 2008, S. 33.
- Karl Siebert: Hanauer Biographien aus drei Jahrhunderten. Hanauer Geschichtsverein, Hanau 1919 (= Hanauer Geschichtsblätter NF 3/4), S. 115f.
- Marius Jacob Sirks: Indisch Natuuronderzoek. Academisch Proefschrift, Ellerman, Harms & Co., Amsterdam 1915, S. 97–108. (Digitalisat)
- Maria Johanna van Steenis-Kruseman: Flora Malesiana. Cornelis G. G. J. van Steenis (Hrsg.), Nordhoff-Kolff N. V., Djakarta (Jakarta) 1950, Ser. 1 (1), S. 303. (Digitalisat)
- Theodorus van Swinderen(a): Bijdragen tot eene schets van het leven, het karakter en de verdiensten van wijlen Dr. H. Kuhl. Almanak der Akademie van Groningen, Jan Oomkens (Hrsg.), Groningen 1823.
- Theodorus van Swinderen(b): Vita Henrici Kuhlii. Nova Acta Physico-Medica, Academiae Caesareae Leopoldino-Carolinae Naturae Curiosorum, Bonn 1823, Bd. 11, S. XLI–LXIV. (Digitalisat)

### Weitere Literatur
- Algemeene Konst-en Letter-Bode: Berigten. Haarlem 1819, Bd. 2, S. 1.
- Algemeene Konst- en Letter-Bode: Berigten. Haarlem 1823, Bd. 2, S. 321.
- Bo Beolens, Michael Watkins, Michael Grayson: The Eponym Dictionary of Mammals. Johns Hopkins University Press, Baltimore 2009, S. 231. (Digitalisat)
- Carl Ludwig Blume: Bijdragen tot de flora van Nederlandsch Indië. Ter Lands Drukkerij, Batavia (Jakarta) 1825–26, 3 Bde. Bd. 1, Bd. 2, Bd. 3
- Carl Ludwig Blume: Enumeratio plantarum Javae et insularum adjacentium minus cognitarum vel novarum ex herbariis Reinwardtii, Kuhlii, Hasseltii et Blumii. J. W. van Leeuwen (Hrsg.), Lugduni Batavorum (Leiden) 1827–28, 2 Bde. Band 1 & 2
- Jakob Gijsbert Samuel van Breda: Genera et species orchidearum et asclepiadearum quas in itinere per insulam Java / Collegerunt H. Kuhl et J. C. Van Hasselt. J. G. S. van Breda (Hrsg.), Gandavi (Gent) 1827 (Digitalisat)
- Georges Cuvier, Achille Valenciennes: Histoire naturelle des poissons. F. G. Levrault (Hrsg.), Paris 1828–49, 22 Bde. (Digitalisat)
- Otto Finsch: Zur Erforschungsgeschichte der Ornis Javas. Journal für Ornithologie, Leipzig 1906, Bd. 54, S. 301–321. (Digitalisat)
- Jan-Peter Frahm, Jens Eggers: Lexikon deutschsprachiger Bryologen. Botanisches Institut der Universität Bonn 1975, Bd. 2, S. 261–262. (Digitalisat)
- Charles Fransen, Lipke Bijdeley Holthuis, Janneke Adema (1997): Type-catalogue of the Decapod Crustacea in the collections of the Nationaal Natuurhistorisch Museum, with appendices of pre-1900 collectors and material. Zoologische Verhandelingen, Leiden 1997, 311, S. 1–344. pdf
- Johann Daniel Ferdinand Neigebaur: Geschichte der Kaiserlichen Leopoldino-Carolinischen Deutschen Akademie der Naturforscher. Friedrich Frommer (Hrsg.), Jena 1860. S. 267.
- Johann Peter Thyriot: Die Straßen und Häuser der Stadt Hanau. In: Festschrift des HGVs zum 600jährigen der Erhebung Alt-Hanaus zur Stadt. HGV, Hanau 1903, S. 34–56.
- Huibert Johannes Veth: Overzicht van hetgeen, in het bijzonder door Nederland, gedaan is voor de kennis der fauna van Neder landsch-Indië. Academisch Proefschrift, Leiden 1879.